# خرید قطب شمال
خرید قطب شمال (فرانسوی: Sans dessus dessous‎) رمانی در سبک علمی–تخیلی است که توسط ژول ورن نویسنده بزرگ فرانسوی نوشته شده و در سال ۱۸۸۹ به چاپ رسیده‌است. این رمان نیز مانند رمان‌های گذشته ژول ورن نمایانگر علاقه وی به علم و مهندسی است. داستان این رمان در مورد این است که تصمیم گرفته می‌شود قطب شمال به حراج گذاشته شود. کشورهای مختلفی برای خرید قطب شمال پیشنهاد خود را ارائه می‌کنند اما در نهایت، خریدار یک میلیونر آمریکایی است. این خریدار آمریکایی از باشگاه توپچی‌های بالتیمور که پیش‌تر به ماه سفر کرده بودند. این گروه که حال بازنشسته شده بودند قصد داشتند شیب محور زمین که آغاز آن در قطب شمال بوده‌است را برطرف کنند به گونه‌ای که در یک خط راست با مشتری قرار گیرد.